# Banjofische
Die Banjofische (Banjos) sind eine Gattung barschverwandter Fische, die im westlichen Pazifik vorkommen. Das Verbreitungsgebiet reicht von den Küsten Koreas, des südlichen Japans und Chinas bis nach Australien.

## Merkmale
Banjofische werden 20 bis 30 Zentimeter lang. Ihr Körper ist hochrückig und seitlich abgeflacht. Der Kopf ist groß, seine Länge liegt bei einem Drittel bis 45 % der Standardlänge. Das Kopfprofil ist steil und annähernd gerade. Der Augendurchmesser liegt bei einem Drittel bis 47 % der Kopflänge. Der Rumpf und der größte Teil des Kopfes sind mit Kammschuppen bedeckt. Die Schnauze und die Maxillare sind schuppenlos. Rücken- und Afterflosse sitzen in schuppigen Scheiden. Kleine Schuppen bedecken auch Teile der weichstrahligen Abschnitte von Rücken- und Afterflosse, die Basis der paarigen Flossen, sowie die Schwanzflossenbasis. Die Schwanzflosse ist leicht eingebuchtet. Das Maul ist relativ klein und reicht nur bis zu einer gedachten senkrechten Linie, die durch den Vorderrand der Augen verläuft. Die Lippen sind fleischig. Beide Kiefer sind mit 5 oder 6 schmalen Reihen kleiner, konischer Zähne besetzt. Die Zähne der äußersten Reihe sind in der Regel doppelt so hoch wie die der innersten. Im Gaumen befindet sich auf dem Vomer ein dreieckiges oder halbmondförmiges Feld mit zwei Reihen kleiner, konischer Zähne. Das Palatinum und die Zunge sind dagegen zahnlos. Die Seitenlinie verläuft in einer Kurve oberhalb der Brustflosse und dann zur Mitte des Schwanzstiels ab. Der Schwanzstiel ist kurz. Die Kiemenreusenstrahlen sind relativ kurz und zugespitzt, der längste ist etwas länger als die Kiemenbüschel. Die Ränder von Präoperculum, Interoperculare und Suboperculare sind gesägt, der Kiemendeckel ist aber stachellos. Der dritte Stachel der Rückenflosse und der zweite der Afterflosse sind besonders lang und stark entwickelt. Die Bauchflossen setzen hinter der Brustflossenbasis an.
- Flossenformel: Dorsale (IX)X/12–13; Anale III, (6)7(8); Pectorale (14)15–16 (17); Ventrale I/5.

Kopf und Rumpf sind silberweiß bis grau mit einer bräunlichen Tönung auf dem Rücken. Hin und wieder sind auf den Körperseiten drei dunkle, senkrechte Streifen sichtbar. Das erste, sehr schmale Band befindet sich unterhalb der Brustflossenbasis, das zweite, sehr breite auf der Mitte der Körperseiten und das dritte zwischen den weichstrahligen Abschnitten von Rücken- und Afterflosse. Die Oberseite der Schnauze ist bräunlich. Unterhalb der Augen liegt ein dunkelgelber Streifen und im Nacken befinden sich zwei schmale, dunkle Streifen. Die Lippen sind weißlich, die Augen dunkel. Die erste Rückenflosse ist hellbraun, die Strahlen der zweiten sind bräunlich während die Flossenmembran transparent ist. An der Spitze der zweiten Rückenflosse befindet sich ein schwarzer Fleck. Die Afterflosse ist transparent bräunlich, die Bauchflossen hellbraun mit einem schwarzen Fleck an der Basis. Die Bauchflossen sind schwärzlich. Die Schwanzflosse ist halb transparent mit einem breiten schwärzlichen oder braunen Band und einem sehr schmalen weißen Rand am Ende.
Jungfische zeigen bis zu einer Standardlänge von etwa 7 cm 6 oder 7 Längsbänder auf den Körperseiten und einen schwarzen Fleck an der Schwanzflossenbasis.

## Systematik
Der erste Banjofisch wurde 1843 durch den schottischen Naturforscher John Richardson unter der Bezeichnung Anoplus banjos beschrieben. Da die Gattungsbezeichnung Anoplus aber schon für die Rüsselkäfergattung Anoplus vergeben war, führt der niederländische Ichthyologe Pieter Bleeker 1876 die Gattung Banjos ein, die 141 Jahre lang monotypisch geblieben ist. Im Januar 2017 revidierten zwei japanische Biologen die Gattung Banjos und beschrieben dabei zwei weitere Banjofischarten. 1912 stellten die US-amerikanischen Ichthyologen David Starr Jordan und William Francis Thompson die Familie Banjosidae für die Gattung auf. Die Schwestergruppe der Banjosidae sind die Panzerköpfe (Pentacerotidae). Zusammen mit diesen und 18 weiteren Familien bilden die Banjosidae die Ordnung Acropomatiformes bzw. Pempheriformes in der Gruppe der Barschverwandten (Percomorphaceae).

## Arten
- Banjos aculeatus Matsunuma & Motomura, 2017, Ostküste Australiens
- Banjos banjos (John Richardson, 1846)
  - Banjos banjos banjos, Küsten von Korea, Japan und China
  - Banjos banjos brevispinis, Küste von Westaustralien
- Banjos peregrinus Matsunuma & Motomura, 2017, Timorsee